# Eliahu Toker
Eliahu Toker (Buenos Aires, diciembre de 1934 - Buenos Aires, 3 de noviembre de 2010) fue un escritor argentino nacido en el barrio de Once, Buenos Aires, Argentina.

## Su vida
Eliahu Toker nació en el seno de una familia judía del barrio del Once, en donde se hablaba ídish. En 1954 se recibe de docente hebreo en el Seminario de Maestros Hebreos y en 1962 obtiene el título de arquitecto en la Universidad de Buenos Aires, profesión que ejerce hasta 1982, cuando la abandona para dedicarse totalmente a la literatura.
Toker tradujo una gran cantidad de obras escritas en ídish al castellano de muy diversos autores, Jacob Glatstein, Jizchak Katzenelson, Halpern Leivik y Abraham Sutzkever, entre otros. 
Toker es autor de recopilaciones de textos de Alberto Gerchunoff, César Tiempo y Carlos Grünberg.
Toker participó de dos documentales como entrevistado: Un pogrom en Buenos Aires (2007), en dónde se relata el pogrom que se sucedió dentro de los sucesos de la Semana Trágica de 1919, y Jevel Katz y sus paisanos (2005), donde se relata la vida y obra del comediante Jevel Katz. Autodefinido como simpatizante de izquierdas.

## Obra

### Poemario
- Saga judía (1973)
- Piedra de par en par (poemas 1957-1972)
- Lejaim (poemas 1972-1974)
- Homenaje a Abraxas (poemas 1974-1980)
- La caja del amor (antología poética 1986)
- Papá, mamá y otras ciudades (poemas 1980-1988)
- Padretierra (poemas 1988-1997)
- Versos de un ciclista judío (antología poética 1957-1997)
- La ferocidad de los jazmines (poemas 1997-2001)
- Iluminaciones judías (2002)
- Las manos del silencio (poemas 1997-2003)
- los dueños de las dudas

### Humor
- Las picardías de Hérshele (1989)
- Las idishe mames son un pueblo aparte (Toker y Patricia Finzi) (1993)
- Del Edén al diván, humor judío (Toker, Patricia Finzi y Moacyr Scliar) (1990)
- Las picardías de Hérshele (relatos folclóricos para niños), Toker y Manuela Fingueret (1989)

En colaboración con Marcelo Rudaeff (Rudy):
- ¿Nu? Reír en el país de ídish (2006)
- Errar es divino (humor sobre los pecados capitales y sobre unos cuantos más) (2006)
- No desearás tu mujer al prójimo. Humor sobre los Diez Mandamientos (2005)
- Odiar es pertenecer y otros chistes para sobrevivir al nazismo, racismo, autoritarismo, antisemitismo (2004)
- La felicidad no es todo en la vida y otros chistes judíos (2001)
- El pueblo elegido y otros chistes judíos (2003)

### Otros libros
- Un diferente y su diferencia. Vida y obra de Carlos M. Grünberg (1999)
- La letra ídish en tierra argentina. Biobibliografía de sus autores literarios (2004)
- Sitios de la memoria. Los cementerios judíos porteños de Liniers y Tablada en la historia y la cultura (2005)
- En el espejo de la lengua ídish. Selección de textos argentinos (2006)
- Nietos y abuelos. Un intenso vínculo (2007)